# Anton Lehmden

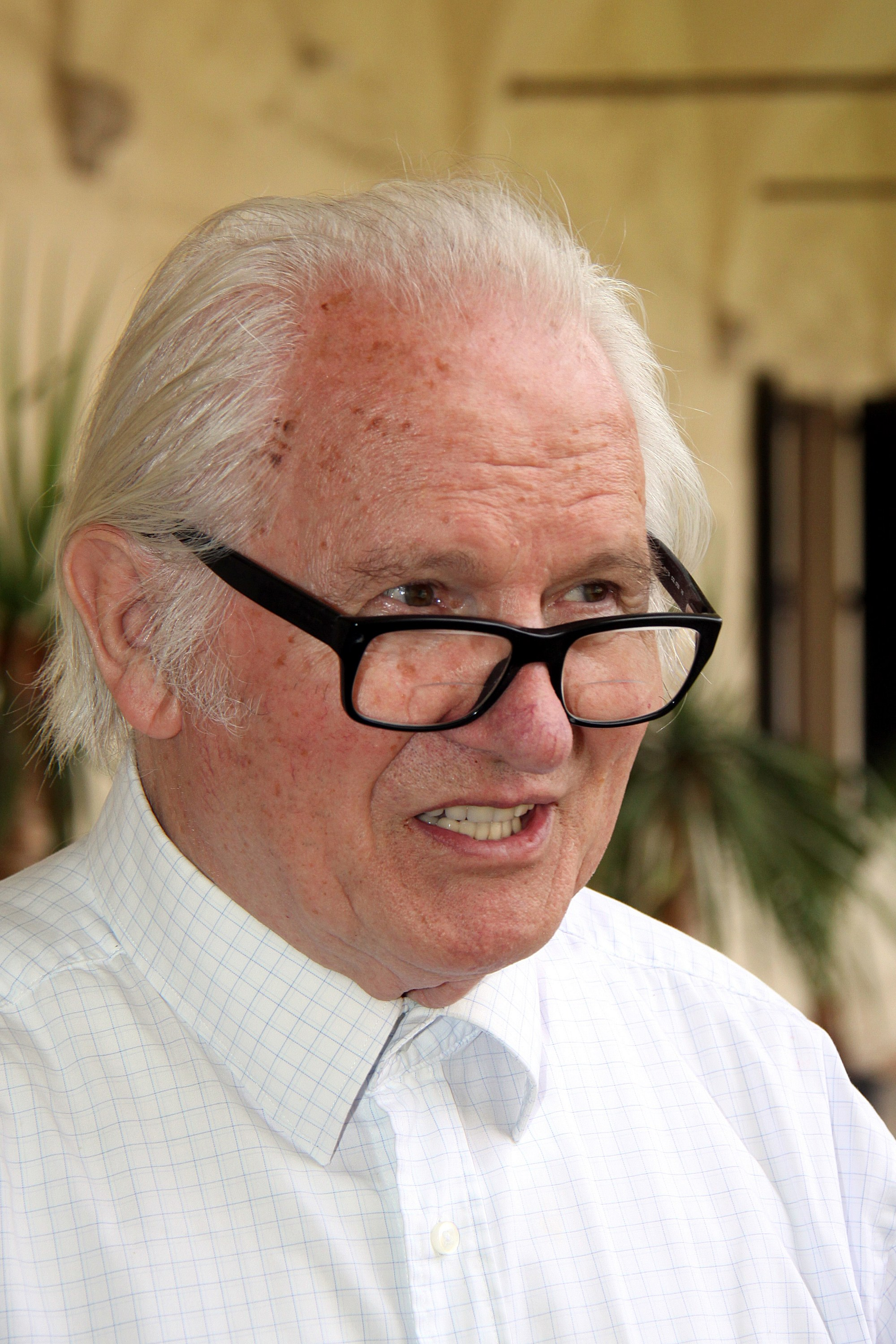
Anton Lehmden im Porträt (2011)

Anton Lehmden (* 2. Januar 1929 in Cabaj, Tschechoslowakei; † 7. August 2018 in Wien) war ein österreichischer Maler, Druckgrafiker und Mitbegründer der Wiener Schule des Phantastischen Realismus.

## Leben
Lehmden studierte ab 1945 als Schüler von Albert Paris Gütersloh an der Akademie der Bildenden Künste Wien, wo er später selbst von 1971 bis 1997 als Professor lehrte. Im Jahr 1948 wurde Lehmden Mitglied des Art Club, der unter der Präsidentschaft von Albert Paris Gütersloh die moderne Kunst im Nachkriegsösterreich durchsetzte. 1962 erhielt er einen Lehrauftrag in Istanbul. Er gestaltete unter anderem die U-Bahn-Station Volkstheater in Wien sowie die zum St. Georgs-Kolleg gehörige Kirche in Istanbul.
Lehmdens erste Werkmonografie erschien 1968 von Alfred Schmeller unter dem Titel Weltlandschaften. Ende der 1960er Jahre zog er ins Schloss Deutschkreutz im Burgenland, das auch schon im Besitz des Hauses Esterházy war. Gemeinsam mit seiner Tochter, Barbara Lehmden, organisierte er Führungen durch das Schloss mit dem Museum, welches seine Hauptwerke in einer umfassenden Werkschau auf 800 m² Ausstellungsfläche präsentiert. Das Lehmden Museum ist weiterhin gegen Voranmeldung für das Publikum zugänglich. Seit 2004 organisiert Barbara Lehmden den Kultursommer Schloss Deutschkreutz, der von 2004 bis 2013 unter anderem die Veranstaltungsreihe Literatur in Grün ausrichtete. Anton Lehmden gestaltete dazu bis 2017 den visuellen Auftritt. Anton Lehmden leitete auch die Lehmden Sommerakademie, die im Rahmen des Kultursommers, von 2005 bis 2017 stattfand. 1984 wurde ihm der Lovis-Corinth-Preis verliehen.
Am 7. August 2018 starb Lehmden im 90. Lebensjahr und wurde auf dem Wiener Zentralfriedhof in einem ehrenhalber gewidmeten Grab beigesetzt. In Deutschkreutz erinnert die Anton Lehmden-Gasse an ihn.

## Werk

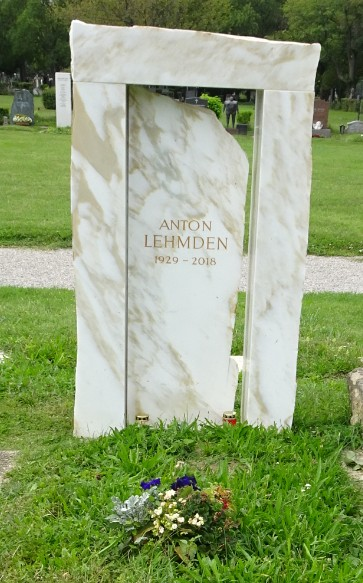
Grabstätte von Anton Lehmden

Anton Lehmdens Frühwerk zeigt Bezüge zur chinesischen Landschaftsmalerei. Seine lyrischen Landschaften erscheinen aber oft fragmentiert, schwebend, berstend und in Schichten aufgebrochen. Traumatische Kriegserlebnisse werden in Bildern zu Themen wie „Panzerschlacht“ verarbeitet, einen wichtigen Themenschwerpunkt bildet auch die Architektur, nicht zuletzt die Monumente der Antike, die Lehmden auf zahlreichen Reisen kennenlernte (etwa das Kolosseum in Rom oder die ägyptischen Pyramiden).

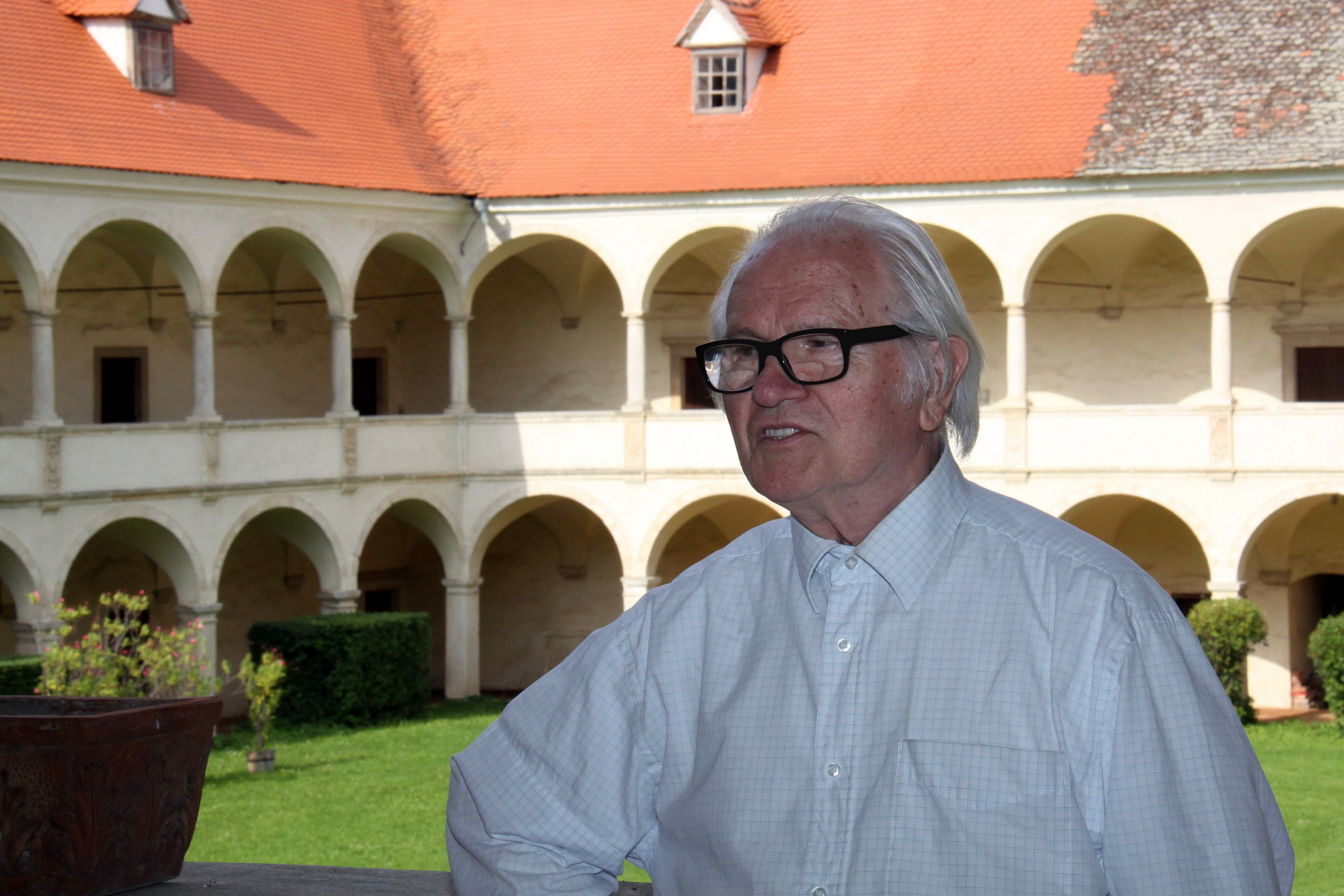
Anton Lehmden als Schlossherr im Schloss Deutschkreutz
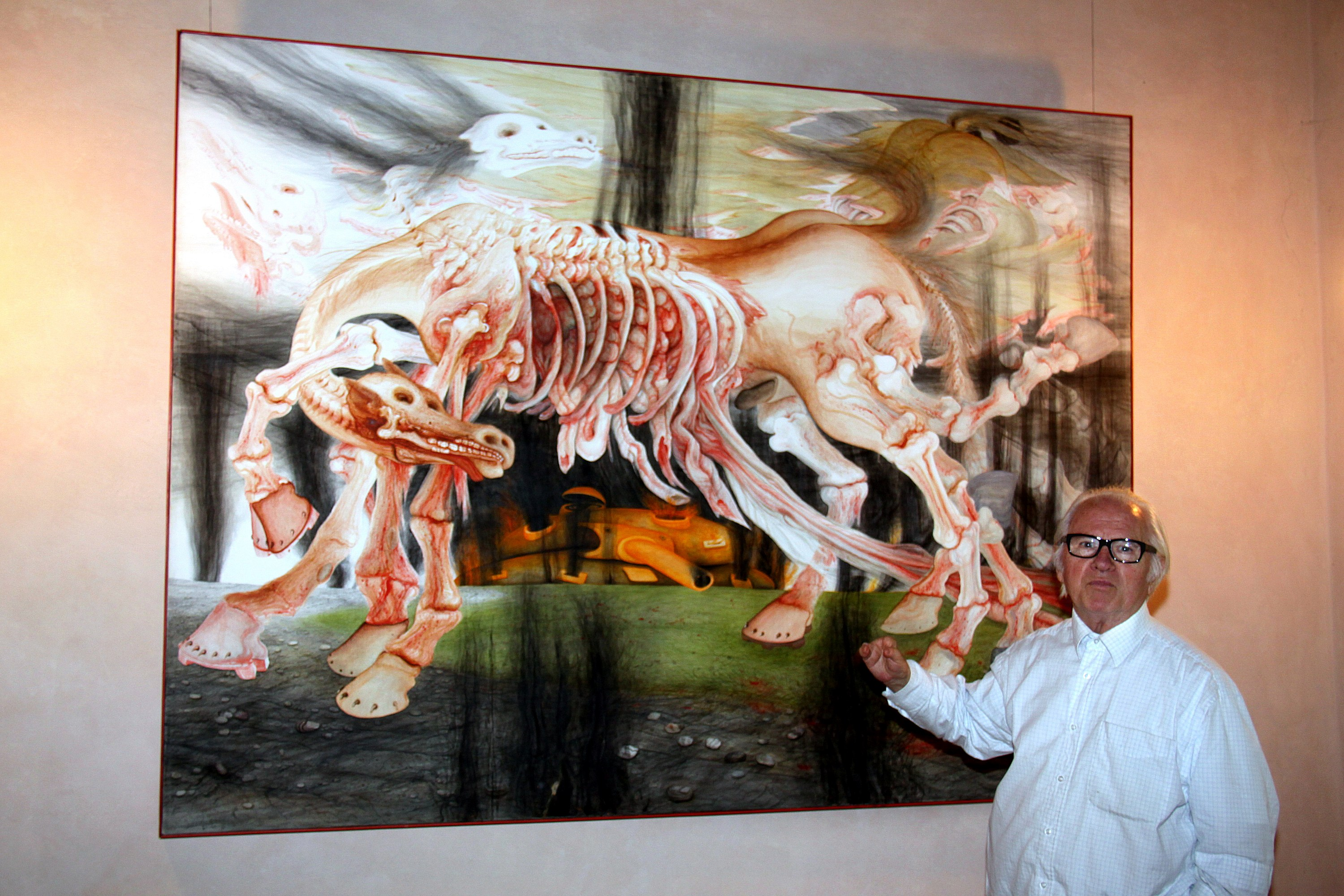
Anton Lehmden vor einem seiner Werke
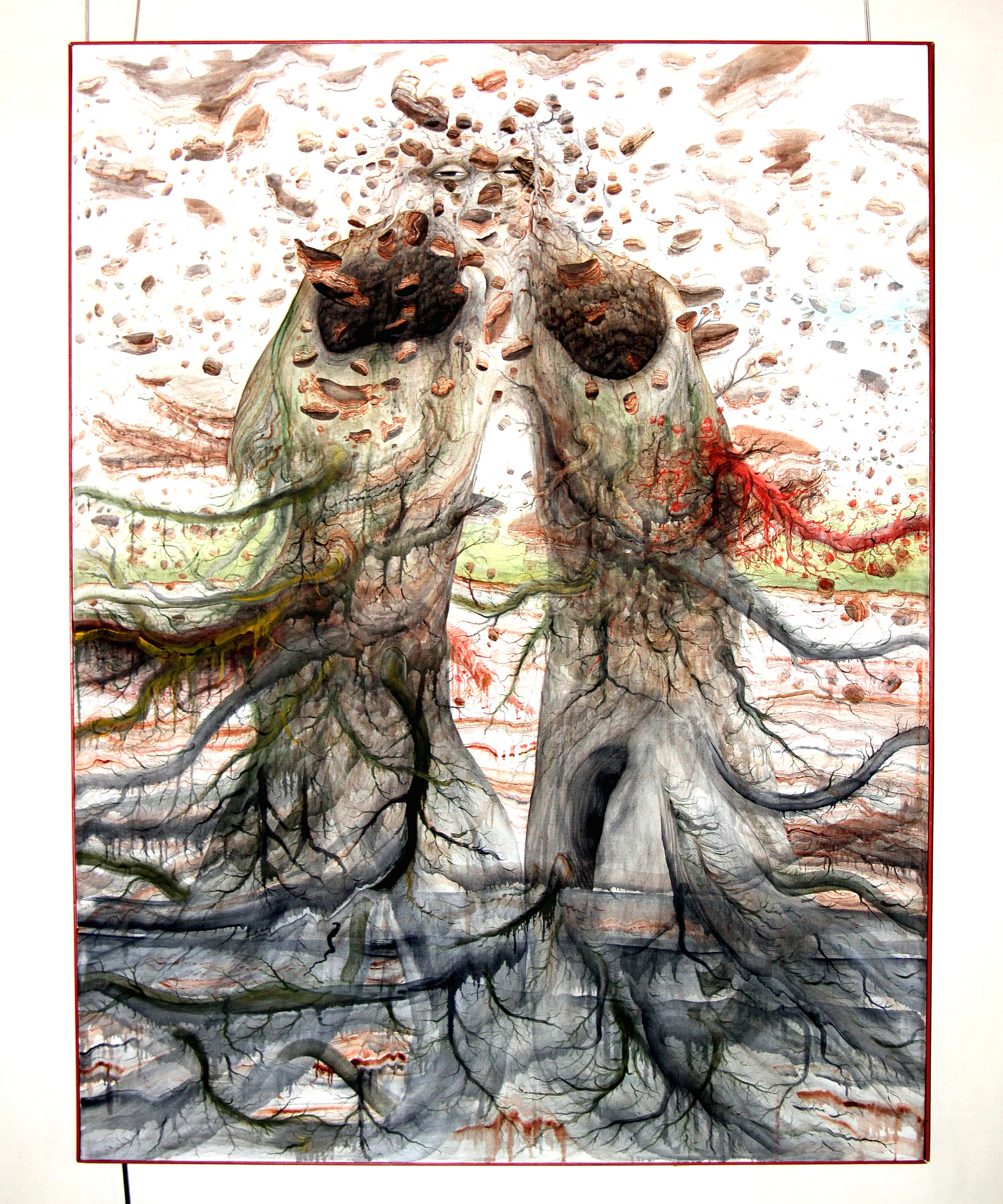
Ein anderes seiner Werke, ausgestellt in der Schlossgalerie
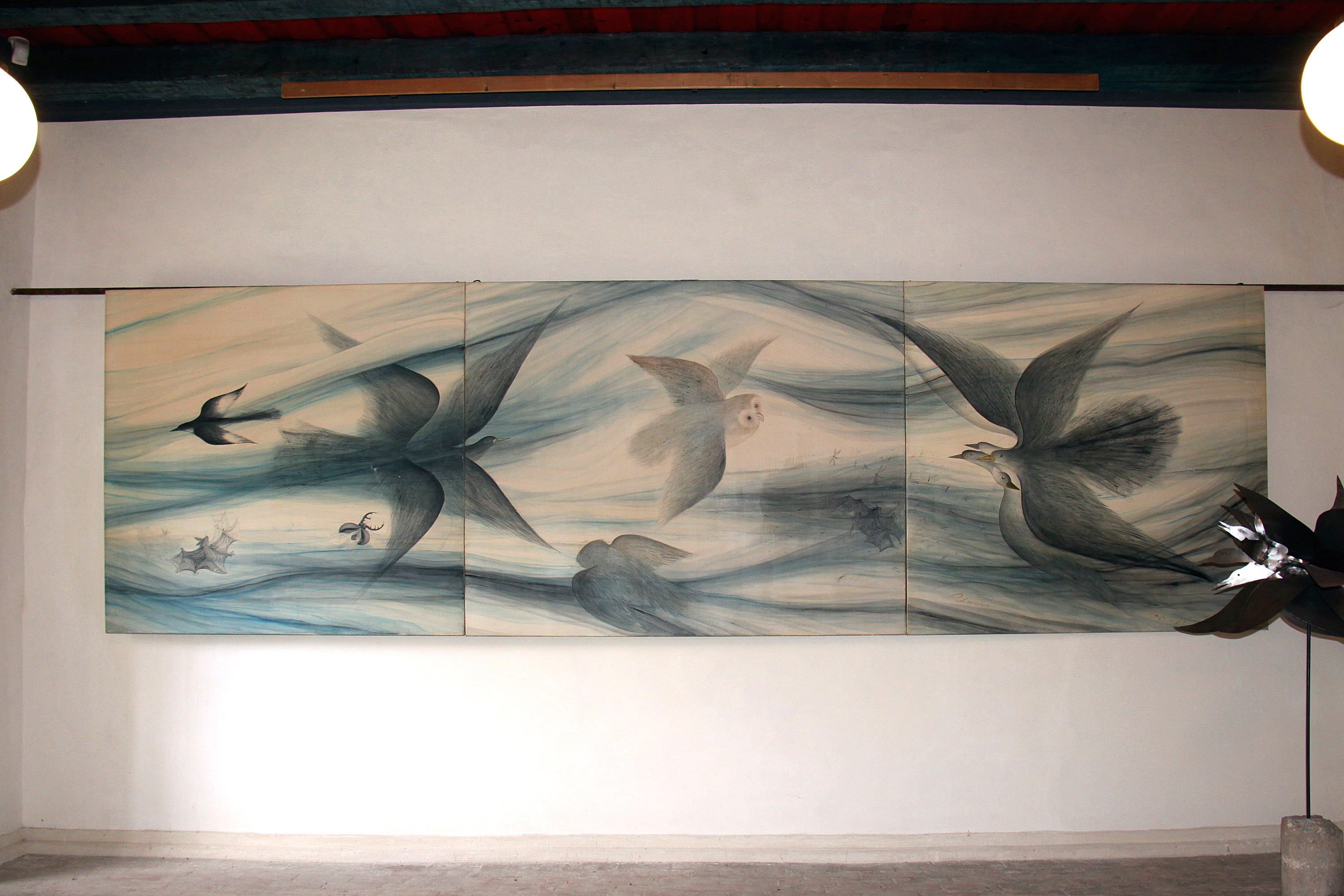
Eine „Trilogie“ von Anton Lehmden
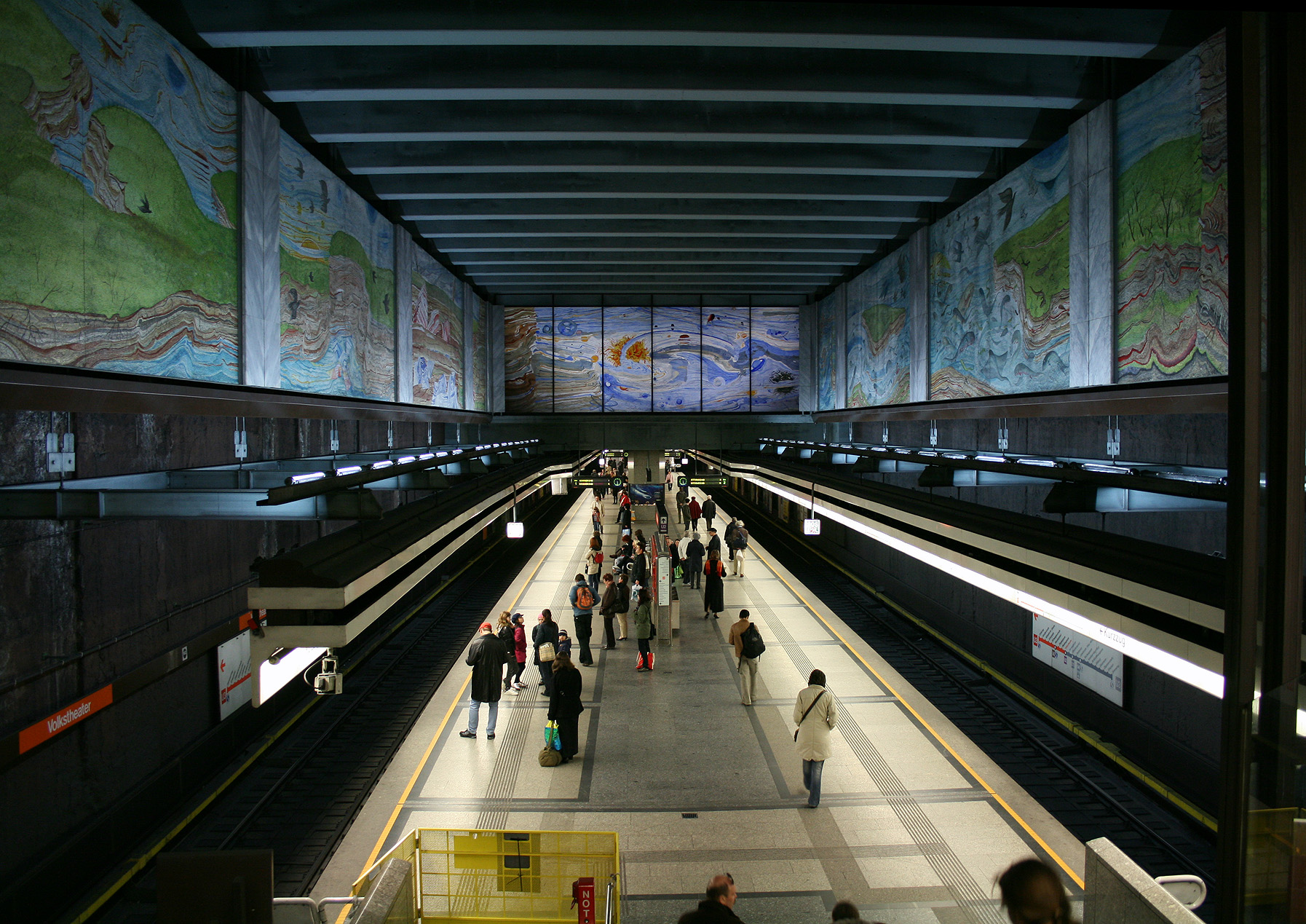
Die von Anton Lehmden künstlerisch ausgestaltete U-Bahn-Station Volkstheater
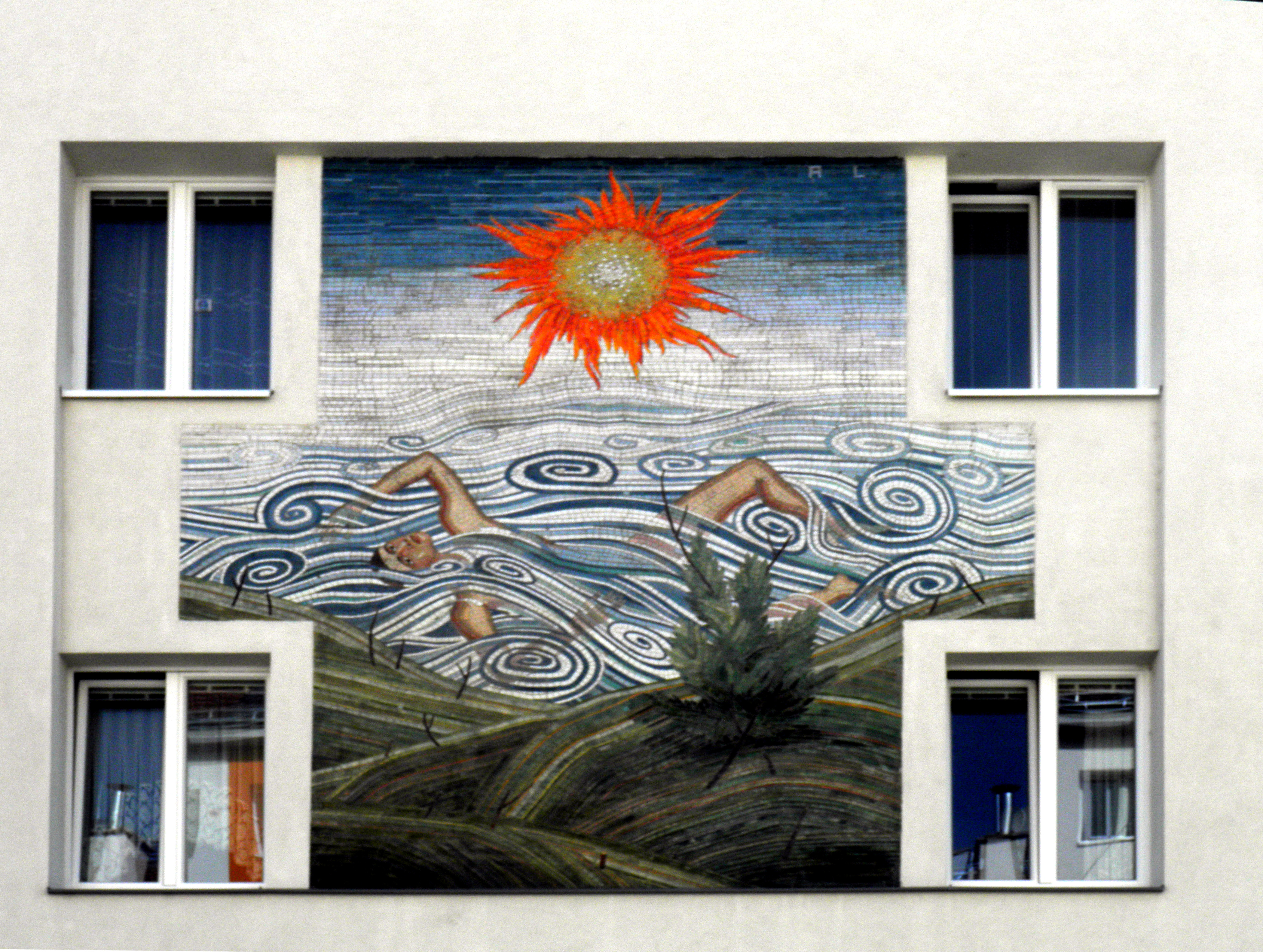
Mosaik „Mittag“ am Dag-Hammarskjöld-Hof in der Matthäus-Jiszda-Straße in Wien-Floridsdorf

## Auszeichnungen (Auswahl)
- 1953: Förderungspreis der Stadt Wien für Bildende Kunst[9]
- 1956: Graphikpreis Innsbruck[10]
- 1957: Preis Mainichi Shinbun Tokio[10]
- 1965: Ehrenmitglied der Accademia delle Arti del Disegno[10]
- 1967: Goldmedaille der Stadt Rom[10]
- 1968: Preis der Stadt Wien, Malerei und Grafik[10]
- 1968: Premio Fiorino Florenz[10]
- 1970: Preis der Dürer-Gesellschaft[10]
- 1978: Ehrenkreuz für Wissenschaft und Kunst I. Klasse[10]
- 1984: Lovis-Corinth-Preis[11]
- 1989: Ehrenmedaille der Bundeshauptstadt Wien in Gold[10]
- 1999: Ehrenbürger von Deutschkreutz[12]
- 2000: Komturkreuz mit dem Stern des Landes Burgenland[10]

## Ausstellungen (Auswahl)
- 2021/23: „Avantgarde und Gegenwart. Die Sammlung Belvedere von Lassnig bis Knebl“, Österreichische Galerie Belvedere[13]
- 2021/22: „Auf zu Neuem. Drei Jahrzehnte von Schiele bis Schlegel aus Privatbesitz“, Landesgalerie Niederösterreich[13]
- 2020: „The Beginning. Kunst in Österreich 1945 bis 1980“, Albertina modern[14]
- 2017: „Anton Lehmden und seine MeisterschülerInnen“, Infeld Haus der Kultur, Halbturn[13]
- 2016/17: „Wir Wegbereiter, Pioniere der Nachkriegsmoderne“, Museum Moderner Kunst Stiftung Ludwig Wien[13]
- 2013: „Die Wiener Schule des Phantastischen Realismus“, Fabrik der Künste, Hamburg[13]
- 2012: „Blickwechsel-Landschaft zwischen Bedrohung & Idylle“, Tiroler Landesmuseum, Innsbruck[13]
- 2009/10: „Die 50er Jahre: Kunst und Kunstverständnis in Wien“, MUSA Museum Startgalerie Artothek[15]
- 2009: „Mit dem Blick des Sammlers“, Stift Klosterneuburg[13]
- 2008: „Phantastischer Realismus“, Österreichische Galerie Belvedere[16]
- 2006: „Österreich: 1900–2000“, Essl Museum[17]
- 2005/06: „IR/REAL, Tendenzen des Realismus in Österreich ab 1945“, Essl Museum[18]
- 1981: „Österreichische Graphik der Gegenwart“, Kupferstichkabinett Dresden[13][19]
- 1976: „Österreichische Kunst des 20. Jahrhunderts“, Städtische Galerie Lienz, Osttirol[13]
- 1975: „Wiener Impressionen“, Galerie Schwarzer, Wien[13]
- 1968: „Die Wiener Schule. Phantastischer Realismus“, Zürich[13]
- 1962: „Salon Comparaisons“, Musée d’art moderne de la Ville de Paris[13]